# Mount Canicula
Mount Canicula är ett berg i Antarktis. Det ligger i Västantarktis. Argentina, Chile och Storbritannien gör anspråk på området. Toppen på Mount Canicula är 1 047 meter över havet, eller 303 meter över den omgivande terrängen. Bredden vid basen är 3,6 km.
Terrängen runt Mount Canicula är huvudsakligen kuperad, men åt nordväst är den platt. Trakten är obefolkad. Det finns inga samhällen i närheten. 